# WASP-34
WASP-34 (CD-23°9677) — звезда в созвездии Чаши на расстоянии приблизительно 391 светового года от нас. Вокруг звезды обращается, как минимум, одна планета.